# Жупаня
 Тази статия е за града в Хърватия.  За административната единица вижте жупания.  
Жупаня (на хърватски: Županja) е град в Източна Славония или Западен Срем в Хърватия. Влиза в състава на Вуковарско-сремска жупания. Намира се на 24 км югозападно от Винковци. Население 12 090 души (2011), като 2129 души живеят в село Щитар, което е в непосредствена близост до града.
Жупаня е близо до река Сава и до границата с Босна и Херцеговина. Мост, който свързва двете държави, е изграден близо до града. Пътят Загреб-Славонски брод-Белград минава северно от града. До Жупаня може да се стигне и с влак от Винковци.
През 1528 името Жупаня е записано за първи път. Жупаня попада в границите на Австрийската империя след като Австрия отблъсква турците през 1699. Тук е настанена 11-а рота от 7-и полк. През 1717 е построена енорийска църква.
Жупаня получава статут на град през 1991.